# Jonas Brodin
Jonas Brodin (ur. 12 lipca 1993 w Karlstad) – szwedzki hokeista, reprezentant Szwecji.

## Kariera
- Nor IK J18 / Nor IK J20 (2007-2008)
- Värmland 1 (2008)
- Färjestad U16 (2008-2009)
- Färjestad J18 (2008-2010)
  -  Skåre BK J20 / Skåre BK (2009-2010)
- Färjestads BK (2010-2012)
  -  Färjestad J20 (2011)
- Houston Aeros (2012-2013)
- Minnesota Wild (2013-)

Wychowanek klubu Nor IK. Następnie od 2008 roku występował w zespołach juniorskich klubu Färjestad. W drużynie seniorskiej w ramach rozgrywek Elitserien występował od 2010 roku. W 2011 roku zdobył mistrzostwo Szwecji, po czym w maju 2011 roku w KHL Junior Draft 2011 został wybrany przez SKA Sankt Petersburg (runda 3, numer 74). Miesiąc później w drafcie NHL z 2011 został wybrany przez Minnesota Wild z numerem 10. Wkrótce potem, w dniu 12 lipca 2011 roku podpisał trzyletni kontrakt z klubem. Następnie został wypożyczony do macierzystego klubu Färjestad i rozegrał sezon Elitserien (2011/2012). We wrześniu 2012 roku został przekazany do klubu farmerskiego, Houston Aeros, zaś po zakończeniu lokautu w sezonie NHL (2012/2013) i rozpoczęciu sezonu NHL w styczniu powrócił formalnego pracodawcy. W drużynie Minnesota Wild i całej lidze NHL zadebiutował 25 stycznia 2013 roku. Przedłużał kontrakt z klubem w październiku 2014 o sześć lat, a we wrześniu 2020 o siedem lat.
Uczestniczył w turniejach mistrzostw świata w 2012, 2017.

## Sukcesy i nagrody
Reprezentacyjne
- Brązowy medal mistrzostw świata juniorów do lat 17: 2010
- Srebrny medal mistrzostw świata juniorów do lat 18: 2010, 2011
- Złoty medal mistrzostw świata juniorów do lat 20: 2012
- Złoty medal mistrzostw świata: 2017

Klubowe
- Złoty medal mistrzostw Szwecji: 2011 z Färjestad

Indywidualne
- Mistrzostwa Świata Juniorów w Hokeju na Lodzie 2012/Elita: jeden z trzech najlepszych zawodników reprezentacji